# 源兼綱
源 兼綱（みなもと の かねつな）は、平安時代末期の武将。丹後守源頼行の次男（あるいは三男、五男）。源頼政の養子。

## 経歴
父頼行が若くして自害したため兄弟らと共に伯父源頼政の養子となり、平氏政権下の都で検非違使を務めた。治承4年（1180年）5月に養父頼政が以仁王を奉じて打倒平家の兵を挙げると、当初平家方は乱の首謀者が頼政であることを把握しておらず以仁王追捕のために招集した検非違使の中に兼綱を含めていた。兼綱は頼政にこの動きを急報。これを受けた頼政は至急以仁王を園城寺に移し、事件は一気に急展開を見ることになる（以仁王の挙兵）。
その後、義兄弟にあたる源仲綱・仲家および渡辺党の面々らと共に頼政の下に参じ、園城寺から南都（奈良）へ逃れる途中、宇治平等院で頼政を守って壮絶な戦死を遂げた。『平家物語』には「聞ゆる大力」と記され、上総判官藤原忠綱以下平家勢との奮闘の様子が描かれる。また『玉葉』もその猛烈な戦いぶりを「兼綱の矢前に廻る者無し、宛も八幡太郎（源義家）の如しと云々」と伝えている（同書治承4年5月26日条）。
子の顕綱は三河国額田郡大河内（現在の愛知県岡崎市大平町字大河内）へ落ち、智慧伊豆と謳われた松平信綱などを輩出した大河内氏は顕綱の末裔とされる。

## 関連作品
テレビドラマ
- 『新・平家物語』（1972年、NHK大河ドラマ、演：簗正昭）